# Coppa Sudamericana 2007
La Coppa Sudamericana 2007 è stata la sesta edizione del torneo. La manifestazione è stata vinta dall'Arsenal Fútbol Club nella doppia finale contro l'América.

## Risultati

### Fase preliminare
| Squadra 1                     | Totale                  | Squadra 2               | Andata                  | Ritorno                 |
| Preliminari Argentina I       | Preliminari Argentina I | Preliminari Argentina I | Preliminari Argentina I | Preliminari Argentina I |
| ----------------------------- | ----------------------- | ----------------------- | ----------------------- | ----------------------- |
| Arsenal                       | 4 - 1                   | San Lorenzo             | 1 - 1                   | 3 - 0                   |
| Preliminari Argentina IV      |                         |                         |                         |                         |
| Lanús                         | 3 - 2                   | Estudiantes             | 2 - 0                   | 1 - 2                   |
| Preliminari Brasile I         |                         |                         |                         |                         |
| Atlético Paranaense           | 2 - 6                   | Vasco da Gama           | 2 - 4                   | 0 - 2                   |
| Preliminari Brasile II        |                         |                         |                         |                         |
| Figueirense                   | 3 - 3 (gf)              | São Paulo               | 2 - 2                   | 1 - 1                   |
| Preliminari Brasile III       |                         |                         |                         |                         |
| Botafogo                      | 5 - 2                   | Corinthians             | 3 - 1                   | 2 - 1                   |
| Preliminari Brasile IV        |                         |                         |                         |                         |
| Goiás                         | 2 - 1                   | Cruzeiro                | 2 - 0                   | 0 - 1                   |
| Preliminari Cile/Bolivia      |                         |                         |                         |                         |
| Audax Italiano                | 3 - 1                   | Jorge Wilstermann       | 2 - 0                   | 1 - 1                   |
| Real Potosí                   | 2 - 4                   | Colo-Colo               | 1 - 1                   | 1 - 3                   |
| Colo-Colo                     | 1 - 1 (gf)              | Audax Italiano          | 0 - 0                   | 1 - 1                   |
| Preliminari Venezuela/Ecuador |                         |                         |                         |                         |
| Olmedo                        | 3 - 1                   | Zamora FC               | 1 - 0                   | 2 - 1                   |
| Carabobo FC                   | 0 - 5                   | El Nacional             | 0 - 1                   | 0 - 4                   |
| El Nacional                   | 3 - 0                   | Olmedo                  | 2 - 0                   | 1 - 0                   |
| Preliminari Colombia/Perú     |                         |                         |                         |                         |
| Millonarios                   | 1 - 1 5 - 4 (rig.)      | C.Bolognesi             | 0 - 1                   | 1 - 0                   |
| Universitario                 | 0 - 2                   | Atlético Nacional       | 0 - 1                   | 0 - 1                   |
| Atlético Nacional             | 0 - 3                   | Millonarios             | 0 - 3                   | 0 - 0                   |
| Preliminari Paraguay/Uruguay  |                         |                         |                         |                         |
| Defensor Sp.                  | 4 - 3                   | Libertad                | 2 - 1                   | 2 - 2                   |
| Tacuary                       | 2 - 2 4 - 1 (rig.)      | Danubio                 | 1 - 1                   | 1 - 1                   |
| Tacuary                       | 1 - 4                   | Defensor Sporting       | 1 - 1                   | 0 - 3                   |

## Ottavi di finale
| Squadra 1         | Totale             | Squadra 2     | Andata | Ritorno |
| ----------------- | ------------------ | ------------- | ------ | ------- |
| Lanús             | 2 - 3              | Vasco da Gama | 2 - 0  | 0 - 3   |
| Pachuca           | 3 - 4              | América       | 1 - 4  | 2 - 0   |
| D.C. United       | 2 - 2 (gf)         | Guadalajara   | 2 - 1  | 0 - 1   |
| Goiás             | 3 - 4              | Arsenal       | 2 - 3  | 1 - 1   |
| Boca Juniors      | 2 - 2 (gf)         | São Paulo     | 2 - 1  | 0 - 1   |
| Millonarios       | 2 - 2 7 - 6 (rig.) | Colo-Colo     | 1 - 1  | 1 - 1   |
| Defensor Sporting | 3 - 2              | El Nacional   | 3 - 0  | 0 - 2   |
| Botafogo          | 3 - 4              | River Plate   | 1 - 0  | 2 - 4   |

## Quarti di finale
| Squadra 1     | Totale     | Squadra 2   | Andata | Ritorno |
| ------------- | ---------- | ----------- | ------ | ------- |
| Vasco da Gama | 1 - 2      | América     | 0 - 2  | 1 - 0   |
| Guadalajara   | 1 - 3      | Arsenal     | 0 - 0  | 1 - 3   |
| São Paulo     | 0 - 3      | Millonarios | 0 - 1  | 0 - 2   |
| Defensor Sp.  | 2 - 2 (gf) | River Plate | 2 - 2  | 0 - 0   |

## Semifinali
| Squadra 1 | Totale             | Squadra 2   | Andata | Ritorno |
| --------- | ------------------ | ----------- | ------ | ------- |
| América   | 5 - 2              | Millonarios | 3 - 2  | 2 - 0   |
| Arsenal   | 0 - 0 4 - 2 (rig.) | River Plate | 0 - 0  | 0 - 0   |

## Finale
| Squadra 1 | Totale | Squadra 2 | Andata | Ritorno |
| --------- | ------ | --------- | ------ | ------- |
| América   | 4 - 4  | Arsenal   | 2 - 3  | 2 - 1   |

Arsenal Fútbol Club vincitore del trofeo per la regola dei gol fuori casa.

### Andata
| Città del Messico 30 novembre 2007                                                    | América   | 2 – 3                       | Arsenal | Stadio Azteca (100.000 spett.) |
| \| \| \| \| \| Cabañas 6’ Argüello 55’ \| Marcatori \| 32’ Matellán 57’, 66’ Gómez \| |           |                             |         |                                |
|                                                                                       |           |                             |         |                                |
| Cabañas 6’ Argüello 55’                                                               | Marcatori | 32’ Matellán 57’, 66’ Gómez |         |                                |

### Ritorno
| Sarandí 5 dicembre 2007                                                  | Arsenal   | 1 – 2                     | América | Cilindro de Avellaneda (30.000 spett.) |
| \| \| \| \| \| Andrizzi 83’ \| Marcatori \| 18’ (aut.) Díaz 62’ Silva \| |           |                           |         |                                        |
|                                                                          |           |                           |         |                                        |
| Andrizzi 83’                                                             | Marcatori | 18’ (aut.) Díaz 62’ Silva |         |                                        |